# 心鸟蛤
是一种双壳软体动物，归为帘蛤目鸟尾蛤科心鳥蛤屬的模式种，通常栖息在印度洋-太平洋海域的浅海。在新加坡、马来西亚、印度尼西亚、中国大陆及台湾等地均有分布。因外壳呈美丽的心形而得名。心鸟蛤与虫黄藻有共生关系。